# Postcodes in Spanje
De postcodes in Spanje werden ingevoerd in 1976, toen de Spaanse posterijen (Correos) automatisch sorteren invoerden.
De Spaanse postcodes bestaan uit vijf cijfers. De eerste twee cijfers van de postcode (van 01 tot 52) komen overeen met de 50 provincies van Spanje (alfabetisch gesorteerd), aangevuld met de twee exclaves in Afrika:
| 01 Álava                  |
| 02 Albacete               |
| 03 Alicante               |
| 04 Almería                |
| 05 Ávila                  |
| 06 Badajoz                |
| 07 Balearen               |
| 08 Barcelona              |
| 09 Burgos                 |
| 10 Cáceres                |
| 11 Cádiz                  |
| 12 Castellón              |
| 13 Ciudad Real            |
| 14 Córdoba                |
| 15 A Coruña               |
| 16 Cuenca                 |
| 17 Girona                 |
| 18 Granada                |
| 19 Guadalajara            |
| 20 Gipuzkoa               |
| 21 Huelva                 |
| 22 Huesca                 |
| 23 Jaén                   |
| 24 León                   |
| 25 Lleida                 |
| 26 La Rioja               |
| 27 Lugo                   |
| 28 Madrid                 |
| 29 Málaga                 |
| 30 Murcia                 |
| 31 Navarra                |
| 32 Ourense                |
| 33 Asturië                |
| 34 Palencia               |
| 35 Las Palmas             |
| 36 Pontevedra             |
| 37 Salamanca              |
| 38 Santa Cruz de Tenerife |
| 39 Cantabrië              |
| 40 Segovia                |
| 41 Sevilla                |
| 42 Soria                  |
| 43 Tarragona              |
| 44 Teruel                 |
| 45 Toledo                 |
| 46 Valencia               |
| 47 Valladolid             |
| 48 Biskaje                |
| 49 Zamora                 |
| 50 Zaragoza               |
| 51 Ceuta                  |
| 52 Melilla                |

Grote steden als Madrid en Barcelona waren al ingedeeld in postdistricten, volgens een systematiek gelijkaardig aan de arrondissementen van Parijs. Deze postdistricten werden als volgt in de vijf-cijferige postcode opgenomen:
|                                   | Vroeger     | Tegenwoordig    |
| Plaza de España, 18               | Madrid 8    | 28008 Madrid    |
| Travessera de Gracia, 68 –70, 1º. | Barcelona 6 | 08006 Barcelona |